# Сприйт, Эдгар
Эдгар Сприт (эст. Edgar Spriit: 29 сентября 1922 — 8 августа 1993) — эстонский советский журналист, сатирик.

## Биография
Родился в 1922 году в деревне Мустоя волости Вихула, Эстония.
В 1940 году с присоединением Эстонии к СССР вступил в комсомол.
Во время Великой Отечественной войны сначала служил в истребительном батальоне, был эвакуирован на Урал. В РККА с января 1942 года, член ВКП(б) с марта 1942 года. лейтенант, до конца войны служил комсоргом 3-го стрелкового батальона 354-го стрелкового полка 7-й Эстонской стрелковой дивизии.
Награждён медалью «За победу над Германией» двумя орденами Красной Звезды (1944, 1945) и Орденом Отечественной войны II степени (1985).
В 1945-46 годах — инструктор Пярнуского уездного комитета партии (уезд Пярнумаа).
В 1948-50 годах — главный редактор газеты «Голос трудящихся» города Пярну.
Учился в 1946-48 годах в Ленинградской высшей партийной школе.
Снова включён в состав Советской армии и как офицер в 1956 году окончил Военно-политическую академию имени В. И. Ленина, полковник.
В 1956—1959 годах — главный редактор эстонской молодёжной газеты «Голос молодых».
На протяжении 30 лет — в 1959—1989 годах — заместитель главного редактора эстонского сатирического журнала «Пикер».
После распада СССР и отделения Эстонии в сентябре 1992 года был избран в первый парламент независимой Эстонии, но не был его членом и года.
Умер в 1993 году.
Был дважды женат, на журналистке Эштер Сприйт и на танцовщице Илоне Корецкой.

## Творчество
Автор множества сатирических фельетонов, переводчик, составитель и редактор сборников эстонских юмористических рассказов и карикатур.
В переводе на русский язык его фельетоны печатались в центральных газетах и журналах СССР, в том числе:
- Неоценимая рыбка. Фельетон // Газета «Правда» , 25 января 1966
- Под покровом тайны. Фельетон // Газета «Правда», 31 марта 1973
- Как бороться с жалобщиками. Фельетон // Журнал «Крокодил», № 5, 1974

Сборник фельетонов вышел в крупнейшем изадетельстве СССР в серии «Библиотека „Крокодила“» с карикатурами Маркса Вайсброда:
- Чудной человек: Фельетоны / Эдгар Сприйт; Пер. с эст. А. Моралевич; Рис. М. Вайсборда. — Москва: Правда, 1977. — 47 с. — (Библиотека «Крокодила»; № 2 (775))